# Катастрофа Douglas DC-3 в пустелі Мохаве
Тренувальний політ льотної школи «National Test Pilot School» — був простим тренувальним польотом в пустелі Мохаве, США. 4 лютого 2009 року Douglas DC-3 розбився незабаром після зльоту з аеропорту Мохаве, ніхто не загинув.

## Катастрофа
Літак Douglas DC-3, серійний номер якого N834TP, зіткнувся із землею під час зльоту з аеропорту Мохаве, штат Каліфорнія. Пілот-інструктор та пілот-стажер не постраждали; літак отримав значні пошкодження фюзеляжу і крил від сили удару об землю.
Пілот-стажер здійснював зліт. Під час набору швидкості по злітно-посадковій смузі 30, літак почав зміщуватись вправо, після чого стажер почав застосовувати ліве стерно для корекції зміщення. Інструктор висунув правий дросель під час поверхневої хвилі у спробі протидіяти відхилення від курсу вправо. Хвостове колесо відірвалось від землі на швидкості 80 вузлів, і літак знову відхилився вправо. Інструктор застосував ліве стерно у спробі зупинити відхилення від курсу та дрейф. Тоді як літак починав покидати злітно-посадкову смугу, пілоти не зменшили дроселя та не застосували гальма, так як вважали що було б безпечніше не робити цього щоб утримати літак у повітрі.
Літак сповільнилися після того як відірвався від ЗПС. літак зіткнувся з серією бермів, які зрізали ліве шасі та лівий двигун. Праве шасі розвалилось, і літак перехилився на ніс.
Оператор заявив, що пілот-стажер випадково встановив тример керма на повну в праве положення, і що він скоригував педалі руля під час перед пускової перевірки. Тример керма був поставлений у позицію вправо на повну для зльоту, та був у тій же позиції після аварійної інспекції.

## Можлива причина
Пілот-стажер не дотримався чек-листу, і встановив тример належним чином перед зльотом, що призвело до втрати контролю траєкторії руху. Також ції аварії посприяв недостатній контроль пілота-інструктора та затримка заходів щодо виправлення становища.